# Enkefaline

Enkefaline met methionine (Met-enkefaline).

Enkefalinen (Grieks ἐγκέφαλος enképhalos‚ hersenen) zijn endogeen geproduceerde opioïde peptiden die worden geproduceerd door chromaffiene cellen van de bijniermerg en door cellen in de hersenen (met name de adenohypofyse). Alle enkefalinen worden geproduceerd uit de precursor pro-enkefaline. Naast enkefalinen behoren ook endorfines en dynorfines tot de familie van opioïde peptiden. 
Enkefalinen zijn in 1975 tegelijkertijd ontdekt door twee groepen onderzoekers (uit Schotland en de Verenigde Staten), die onafhankelijk van elkaar opioïde stoffen isoleerden uit varkens- en runderhersenen. Het ging om kleine peptiden van vijf aminozuren. Aanvankelijk waren twee vormen van enkefalines bekend: een die methionine bevat (Met-ENK) en een die leucine bevat (Leu-ENK). Met-ENK (Tyr-Gly-Gly-Phe-Met) en Leu-ENK (Tyr-Gly-Gly-Phe-Leu) verschillen maar in 1 aminozuur. Inmiddels zijn er ook nog andere enkefalinen bekend, waaronder MEAP (Met-enkefalineArg6Phe7).
Toen ontdekt werd dat het hypofysehormoon lipotropine de aminozuursequentie voor Met-ENK herbergde, was de conclusie dat dit een precursor was van Met-ENK. Later werden ook sequenties voor alfa-, gamma- en bèta-endorfine in dit molecule ontdekt.
Enkefalinen kunnen ageren als een hormoon maar ook als een neurotransmitter, net als vele andere neurotransmitters en hormonen. Ze staan wel het meest bekend om hun functie als neurotransmitter.
Enkefalinen staan vooral bekend om hun sederende activiteit en om de rol die ze spelen bij verschillende emoties.